# Die Zeit (Wien)
Die Zeit war eine österreichische Wochenschrift und eine Tageszeitung, die Ende des 19. Jahrhunderts / Anfang des 20. Jahrhunderts in Wien erschien.

## Die Zeit. Wochenschrift (1894–1904)
1894 wurde von Heinrich Kanner, Isidor Singer und Hermann Bahr (1899 von Max Burckhard als Herausgeber ersetzt) eine Wochenzeitung mit dem Titel Die Zeit gegründet, die vom 6. Oktober 1894 bis zum 29. Oktober 1904 bestand. Sie bediente vor allem kulturelle Themen, verstand sich aber auch politisch, wie im Leitartikel der Ausgabe 7 vom November 1894. Hier zitiert der Autor aus einem 100 Jahre zuvor erschienenen Buch des Grafen Joseph-Niklas zu Windisch-Graetz:
„Die Freiheit der Presse ist [...] ein Mittel, die gesetzgebende Gewalt zu belehren, und der Wahrheit in ihrer ächten Gestalt, trotz dem Bestreben der Heuchler, die sie vom Throne zu entfernen suchen, den Zutritt zu selbem zu öffnen: weil sie ein Mittel ist, Dinge, nicht nur zur Kenntnis der obersten Gewalt, sondern auch aller gutgesinnten Bürger zu bringen, die man sonst vielleicht nie erfahren würde.“
Im Jahr 1904 wurde die Zeitschrift eingestellt. Die Österreichische Rundschau (1904–1924) gilt als Fortführung, doch ist ungeklärt, ob es personelle und strukturelle Verbindungen gab. Es könnte sich auch nur um eine Empfehlung gehandelt haben, welche Zeitschrift die Abonnenten stattdessen bestellen sollten.

## Die Zeit. Tageszeitung (1902–1919)

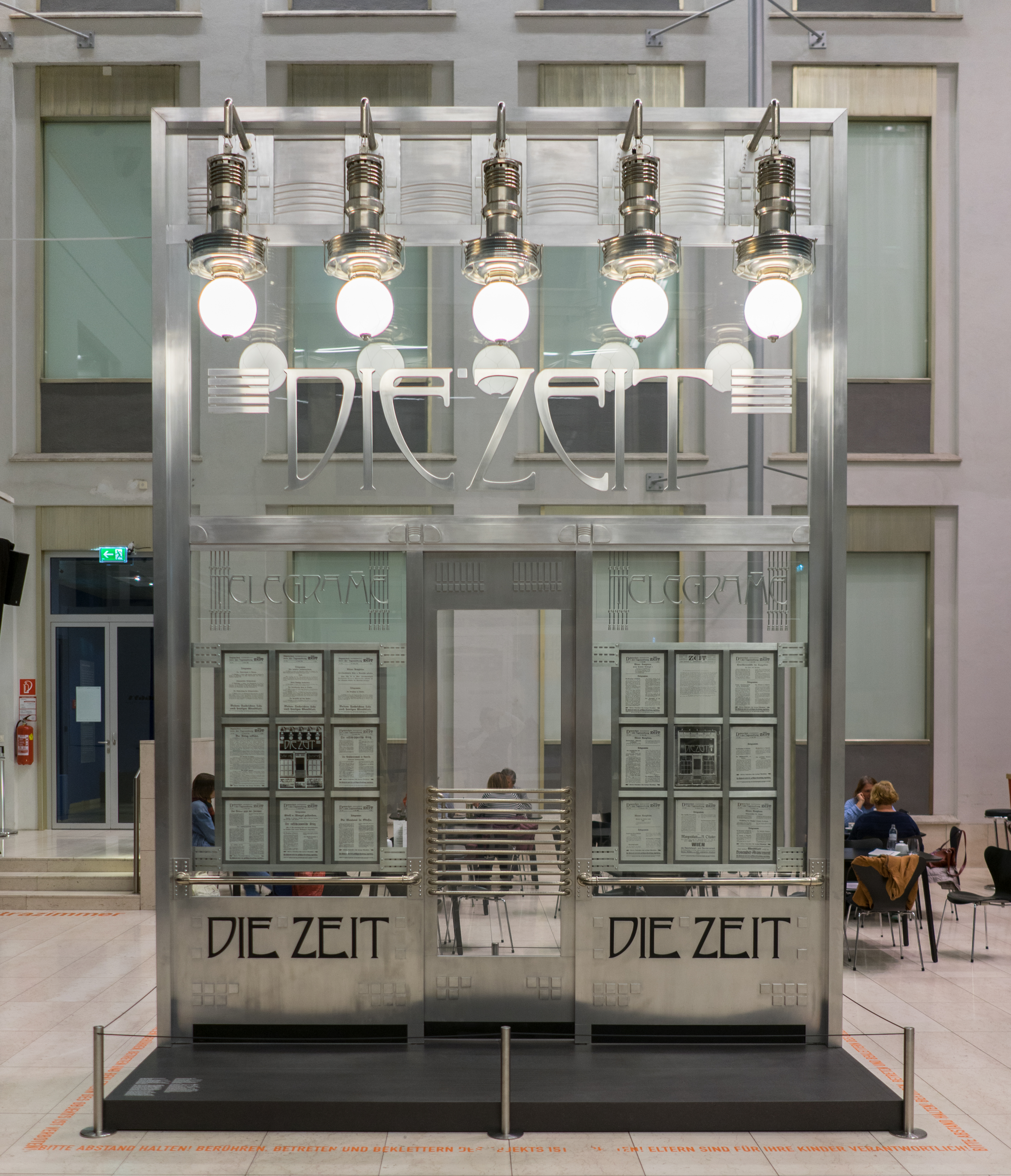
Reproduktion des Büros von Otto Wagner im Wien Museum

Parallel zur Wochenschrift erschien seit 1902 Die Zeit als Morgen- und Abendblatt, und damit in der Form einer Tageszeitung. Sie wurde im eigenen Verlag und Druckhaus hergestellt. Die Tageszeitung erschien vom 27. September 1902 bis zum 31. August 1919. Zu den prominenten Mitarbeitern des Periodikums zählten unter anderem Bertha von Suttner, Felix Salten, Theodor Herzl, Hugo von Hofmannsthal, Tomáš Garrigue Masaryk und Anton Wildgans.
Nachdem das erste Redaktionsbüro hinter der Wiener Votivkirche gelegen war, wurde im Jahr 1902 an der Ecke Kärntner Straße/Annagasse ein Depeschenbüro nach Entwürfen von Otto Wagner errichtet. Eine Rekonstruktion der Fassade davon befindet sich im Wien Museum.
Am 18. Dezember 1917 meldete das Abendblatt der Tageszeitung, dass Singer und Kanner von ihrer Rolle als Herausgeber zurückgetreten seien und die Tageszeitung von neuen Gesellschaftern übernommen wurde. Neuer Chefredakteur wurde der bisherige Leitartikler Edmund Wengraf. In einem Nachruf auf Kanner heißt es, die Zeitung sei von einem Schweizer Konsortium gekauft worden, hinter dem die österreichische Regierung stand.